# Ferrocarril Selgua-Barbastro

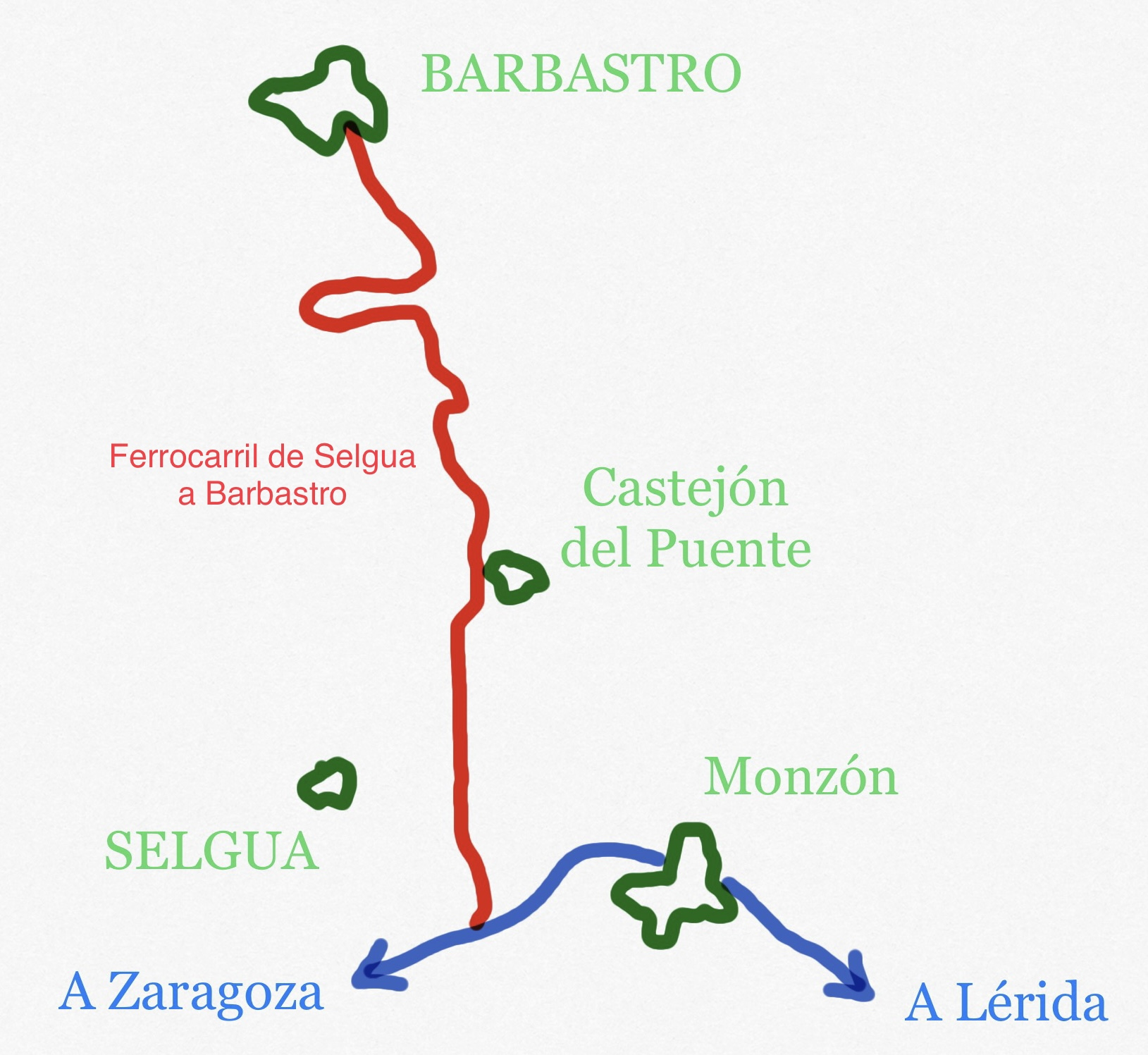
Mapa esquemático del ferrocarril de Selgua a Barbastro (Huesca)

El ferrocarril Selgua-Barbastro, apodado popularmente la burreta, fue una línea ferroviaria de ancho ibérico que conectaba la ciudad de Barbastro con la red ferroviaria general española en la estación de Selgua, perteneciente a la línea Zaragoza-Barcelona. En la actualidad funcionan 2 km para dar servicio a una fábrica de hormigón.

## Historia
Durante la primera mitad del siglo XIX Barbastro tenía deficientes comunicaciones con Huesca y Lérida. En el año 1861, el ayuntamiento intentó mejorar la comunicación con un sistema tranviario, y tras una construcción complicada, fue finalmente inaugurado por la Compañía de los Caminos de Hierro del Norte de España en 1880. Tras casi un siglo de servicio, los tráficos de viajeros cesaron en 1969. El tráfico mercante persistió unos años más, hasta que fue finalmente clausurado como parte del Contrato Programa de 1984 en el que RENFE cesó la explotación de líneas de baja rentabilidad.

## Trazado
La línea nacía cerca de Selgua, barrio de la localidad de Monzón y se encaminaba hacia el norte siguiendo la ruta más directa hacia Barbastro. La Estación de Selgua servía de conexión con la red general de la Compañía de los Caminos de Hierro del Norte de España, que desde ahí comunicaba con Zaragoza y Barcelona. Los dos primeros kilómetros de la línea siguen en activo, dando servicio a una industria cercana.
La primera parada se ubicaba en el municipio de Castejón del Puente, donde contaba con estación. La vía sólo interrumpía su trazado rectilíneo para bordear en una amplia curva la colina de La Paúl y evitar mayores costes en su construcción. Tras dicha curva, recuperaba su trayectoria recta en dirección noroeste hacia su destino. La principal obra de fábrica era un puente que permitía el cruce con la carretera Castejón-Barbastro antes de llegar a esta última ciudad.
La vía acababa en el actualmente llamado barrio de la estación de Barbastro. Ahí se disponía de una grúa para la carga y descarga de mercancías, especialmente de maquinaria para las industrias y centrales hidroléctricas de la zona.